# Georg Friedrich Gmelin
Georg Friedrich Gmelin (* 13. Juli 1679 in Marbach (unsicher); † 23. Juli 1745 in Stuttgart) war ein deutscher Mediziner.

## Leben
Als erster von zwölf Söhnen Johann Georg Gmelins wurde Georg Friedrich Gmelin am 13. Juli 1679 wohl in Marbach geboren. Infolge des Pfälzischen Erbfolgekriegs flüchtete die Familie, als er neun Jahre alt war, vor den Franzosen nach Regensburg, wo er für ein Dreiviertel-Jahr ein Gymnasium besuchte. Später ging er auf ein Stuttgarter Gymnasium und besuchte ab 1694 in Dresden die Kreuzschule. Zwei Jahre danach bezog er die Universität Leipzig und wechselte 1698 zur Universität Tübingen, die ihn am 20. April 1701 zum Doktor der Medizin promovierte. Inzwischen bildete auch sein Vater ihn zum Mediziner aus, den er auf seinen Reisen begleitete.
Im Dezember 1701 berief man Gmelin nach Stuttgart zum Stadtarzt. 1704 zum Hofarzt sowie Hospital-Inspektor befördert, blieb er 1707, als seine Frau und seine Kinder wegen der anrückenden Franzosen nach Bad Urach flüchteten, in Stuttgart und ging weiter seinen Ämtern nach. Als Feldarzt setzte man ihn zwei Jahre darauf ein. Am 23. April 1745 verstarb er in Stuttgart im Alter von 66 Jahren.
In Bietigheim hatte er am 7. Februar 1702 Anna Cordula Steeb geheiratet; zusammen hatten sie 15 Kinder.